# Colle del Besso
Il colle del Besso (1464 m) è un passo non automobilistico che collega il Vallone del Grandubbione (bassa Val Chisone) alla Val Sangone, in Piemonte.

## Storia
Nei pressi del colle è possibile osservare quanto rimane di trinceramenti realizzato dai francesi tra il 1690 e il 1693. L'opera, voluta dal generale Catinat, serviva per difendere la città di Pienerolo, che in quel periodo apparteneva alla Francia in virtù del Trattato di Cherasco.

## Caratteristiche

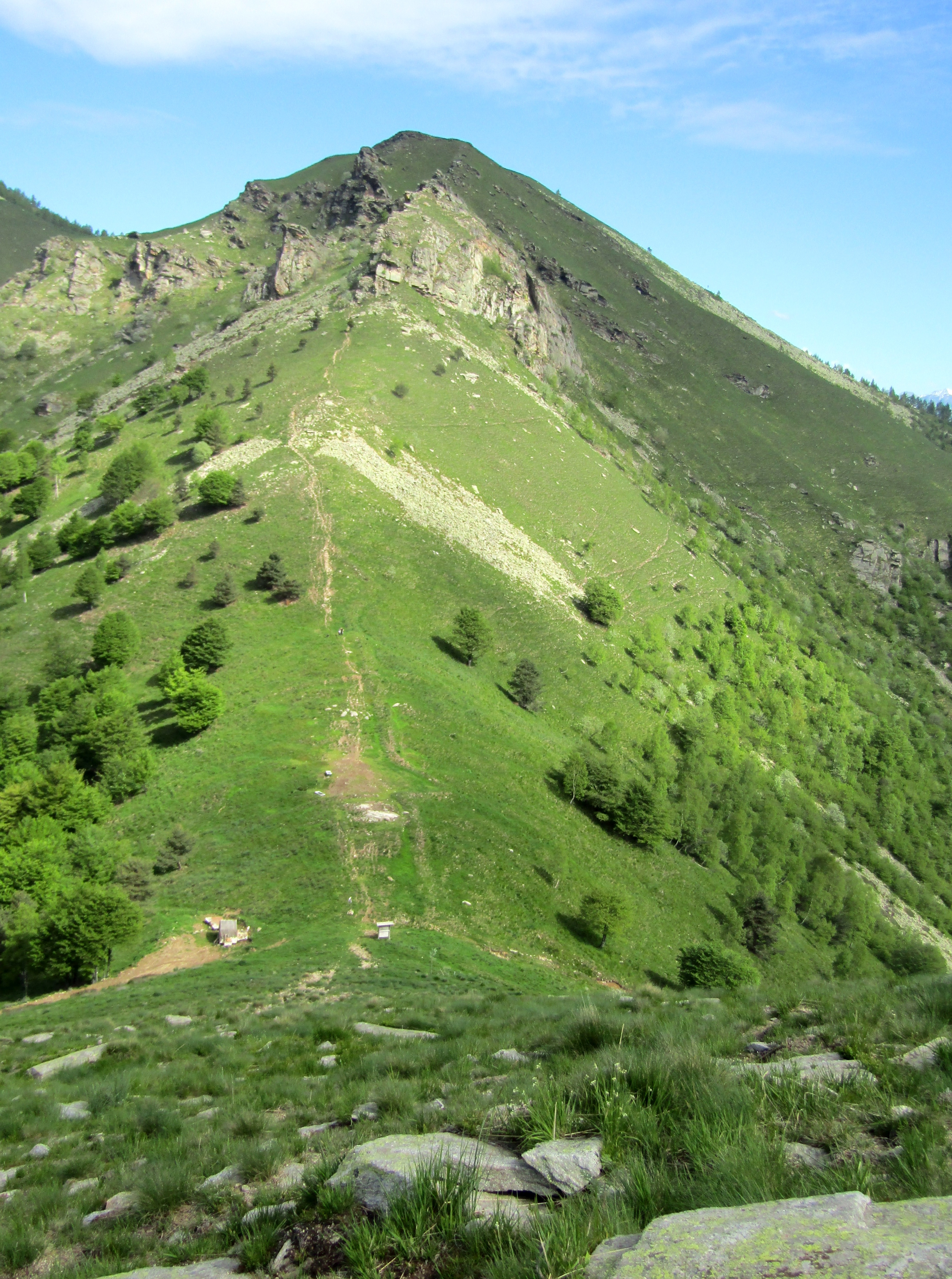
Vista dalle pendici del m.Cristetto

Il colle è collocato lungo lo spartiacque tra la bassa Val Chisone e la Val Sangone. Si apre tra il monte Cristetto (a sud-est del valico) e il Monte Muretto (a nord). Secondo la classificazione orografica SOIUSA il colle è situato nelle Alpi Cozie, Sottosezione Alpi del Monginevro, nel Gruppo dell'Orsiera. Oltre che da vari sentieri è servito da una pista forestale che lo collega al Colle del Cro, in comune di San Pietro Val Lemina.

## Escursionismo
Il colle si può raggiungere per sentiero da varie borgate di Giaveno come Pontetto o Tora, oppure dal Vallone del Grandubbione. Ci si può inoltre arrivare percorrendo lo spartiacque Sangone/Chisone scavalcando il monte Cristetto o il monte Muretto. Si tratta di itinerari escursionistici di difficoltà E.